# 애설레드 1세
애설레드 1세(Æthelred I, 845/848년 ~ 871년) 또는 에델레드 1세는 865년부터 사망한 871년까지 웨식스 왕국의 왕이었다. 웨식스의 애설울프 왕의 다섯 아들 가운데 4번째 아들이다.
잉글랜드 웨식스 왕국에서 태어났고 871년 4월 말에 사망하여 도싯주에 묻혔다.